# Bitti
Bitti est une commune de la province de Nuoro, dans la région Sardaigne, en Italie. Elle a donné son nom à l'une des Barbagie de la province.

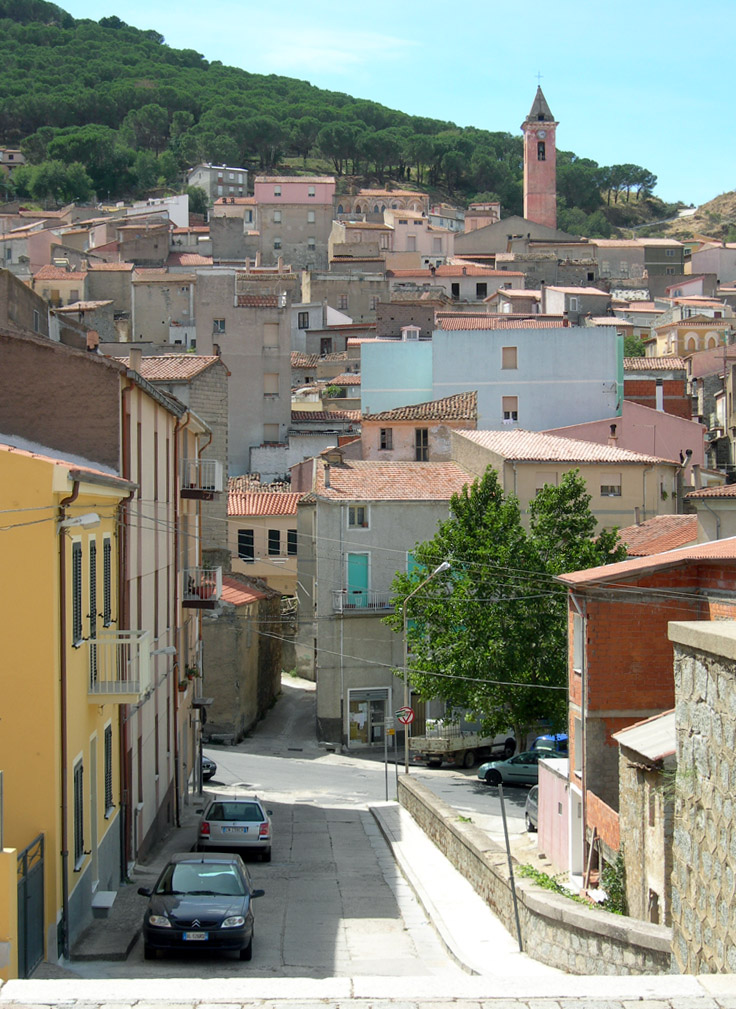
Vue de la commune.

## Personnalités
- Gianuario Carta (1931-2017), membre de la Démocratie chrétienne (DC), et député des Ve, VIe, VIIe et VIIIe législatures puis sénateur des IXe et Xe législatures.

## Administration
| Période                                  | Période  | Identité           | Étiquette     | Qualité |
| ---------------------------------------- | -------- | ------------------ | ------------- | ------- |
| 2002                                     | 2007     | Marino Satta       |               |         |
| 29 mai 2007                              | En cours | Giuseppe Ciccolini | La Margherita |         |
| Les données manquantes sont à compléter. |          |                    |               |         |

### Communes limitrophes
Alà dei Sardi, Buddusò, Lodè, Lula, Nule, Orune, Osidda, Padru.

### Évolution démographique
Habitants recensés